# Redcap (Research Electronic Data Capture)
REDCap (Research Electronic Data Capture) (Gorra roja) es un software de gestión de datos electrónicos y una metodología de flujo de trabajo para diseñar bases de datos de investigación de ensayos clínicos e investigación translacional.
Se caracteriza por operar en navegadores web y desarrollarse con base en la investigación de metadatos. Es ampliamente usado en la comunidad académica: El consorcio REDCap es una red internacional colaborativa de casi 2500 instituciones socias en 115 países, con más de 590 000 usuarios finales usando el software en más de 450 000 proyectos de investigación.

## Historia
REDCap fue desarrollado por un equipo informático en la Universidad Vanderbilt con el apoyo continuo y subvenciones del Centro Nacional de Recursos de Investigación de Estados Unidos y del Instituto Nacional de Salud del mismo país. REDCap fue diseñado para lidiar con problemas comunes que enfrentan los investigadores biomédicos que usan bases de datos electrónicas. En primer lugar, las soluciones de captura de datos electrónicos y sistemas de manejo de datos clínicos de los principales proveedores tienen precios y características dirigidas a quienes realizan grandes ensayos clínicos, y pueden ser prohibitivamente caras para estudios iniciados por investigadores a menor escala. En segundo lugar, el entorno de investigación independiente a menudo carece del apoyo informático e interdisciplinario necesarios para la integración efectiva de las tecnologías de la información en los protocolos de investigación. El software REDCap, distribuido a través del consorcio REDCap intenta proporcionar soporte informático para investigadores clínicos y fomentar una red colaborativa de investigadores institucionales que compartan y apoyen a REDCap como una herramienta de investigación común.

## Licencia de software y uso previsto
A pesar de que REDCap está disponible sin costo para las instituciones socias —descontando el costo del soporte interno— REDCap no es expresamente software libre. Ciertos acuerdos de licencia de usuario lo distingue de una licencia típica de software libre. Para ser precisos, el uso del software es restringido, permitido únicamente para propósitos de investigación no comerciales. La distribución de REDCap también está restringida porque Vanderbilt es la única entidad que lo puede distribuir. Además, cualquier obra derivada —como innovaciones o características de programación añadidas por el usuario— son propiedad de Vanderbilt. Vanderbilt cataloga dichas obras derivadas en su librería del Consorcio REDCap, que está disponible para todos los miembros del consorcio. El Contrato de Licencia de Usuario Final de REDCap El Acuerdo de Licencia de Usuario Final de REDCap también incluye el control de Vanderbilt sobre las publicaciones de sus licenciatarios acerca de REDCap, especificando que Vanderbilt coordinará y tendrá control editorial sobre cualquier "publicación creada por los MIEMBROS DEL CONSORCIO que discuta el SOFTWARE y sus metodologías, funcionalidad , y/o prestaciones". Las publicaciones que describen estudios científicos que han utilizado REDCap están exceptuadas de estas restricciones editoriales.
El software REDCap es distribuido desde Vanderbilt a los socios institucionales del consorcio, quienes brindan acceso a REDCap a los equipos de investigación. El diseño del proyecto REDCap mantiene un flujo de trabajo previsto descrito por sus desarrolladores. Bajo pedido, El núcleo de informática da al equipo de investigación una demostración de REDCap, destacando las características de la interfaz de usuario más relevantes. Los investigadores entonces llenan una hoja de cálculo con metadatos clave (es decir, nombre de campo, tipo de datos, rango de datos, etc.) sobre cada medición en su formulario de recolección de información. El equipo informático convierte esta plantilla de hoja de cálculo en tablas de base de datos específicas al estudio vinculadas a un entorno de formularios de captura de datos electrónicos y aplicaciones de trabajo en línea. Posteriormente, los investigadores prueban este prototipo de aplicación web mediante el relleno de datos ficticios, y la hoja de cálculo de metadatos se revisa y refina en un proceso iterativo. Una vez finalizado el diseño del proyecto REDCap, la aplicación se despliega desde la fase de desarrollo al modo de producción, se pierden todos los datos ficticios y los investigadores comienzan a contabilizar datos reales de los pacientes.
El diseño de flujo de REDCap tiene importantes limitaciones. Cuando un proyecto se despliega en el modo de producción, las revisiones adicionales en el diseño de la base de datos necesitan ser aprobadas por el equipo informático de la institución socia. Además, ciertas modificaciones en el modo de producción simplemente no están permitidas. Por ejemplo, cuando se aplica la herramienta de calendario REDCap, se prohíben las revisiones del modo de producción a los metadatos del calendario, por lo que se aconseja a los investigadores que tengan mucho cuidado en la formulación de metadatos y el control de eventos antes de comprometerse con la inflexibilidad del modo de producción.